# SING SING SING 7
『SING SING SING 7』（シング シング シング セブン）は、2019年7月31日にベリーグッドマンのメジャー4thアルバムとしてユニバーサルミュージックより発売された通算7枚目のオリジナル・アルバム。[限定盤A]･[限定盤B]と[通常盤]の計3種類発売。品番は[限定盤A]UPCH-7499、[限定盤B]UPCH-7500/1、[通常盤]UPCH-2187。

## 概要
- タイトルはインディーズの1stアルバムから続くナンバリングで、グループ名の由来となったベニー・グッドマンの曲「Sing, Sing, Sing」より[1]。
- アルバムタイトル『SING SING SING』シリーズとして最後のアルバムとなった。
- 前作アルバム『SING SING SING 6』からベスト盤2枚を挟んで1年3ヶ月ぶりのフルアルバムリリース。
- 限定版は[A]には"もっと てっぺんとるぞ"宣言ツアー2019「 i AM the BEST 」バック・ステージ・フィルムの映像が収録されたDVD付き。
- 限定版は[B]にはライブで定番となっている人気曲のRemix音源を収録したボーナスCD付き。
- オリコンチャートは最高順位10位、登場回数4週を獲得し[2]、フルアルバムでグループ初のTOP10入りを達成。（ベストアルバムやライブDVDはすでにTOP10入り達成済）
- アニメ『新幹線変形ロボ シンカリオン』エンディング「スタートライン」を収録。
- 「イントロ 7」は『SING SING SING 7』にちなんで世界各国の7の読みを歌詞にしている。またHiDEXがドラムを演奏。
- 「大丈夫」はNHKの音楽番組『みんなのうた』で紹介された。
- 7枚目のアルバムの7曲目に「Happy 7」と7にちなんだ構成。
- 「とにかくこの瞬間だけはぐっすり眠るために爪弾きたくて」はRoverが自分で作り、自分でギター1本を弾くレコーディングという初の試みであった[3]。
- 「線香花火」はMOCAがDef TechのMicroのスタジオに遊びに行ったときに、「アルバムの曲がなかなかできない」ことを話すと、その場でいきなりトラックを作り始めると、そのトラックが夏の終わりのちょっと切ない雰囲気だったので、それに合うようにMOCAが歌詞とメロディを付けると、デモがメンバーに好評で、Roverがサビを作ることになった[3]。Microはレコーディングにも立ち会い、サビではHiDEXとハモっている[3]。
- 「Secret Drive」はMOCAが初めてトラックメイクした曲[3]。
- 「スタートライン」「My Line」は同事務所HAND DRIPのメンバー堀次一輝がギターを演奏。

## 収録曲
| #         | タイトル                                                 | 作詞                                | 作曲                                | 編曲                     | 時間  |
| --------- | -------------------------------------------------------- | ----------------------------------- | ----------------------------------- | ------------------------ | ----- |
| 1.        | 「イントロ 7」                                           | ベリーグッドマン                    | ベリーグッドマン                    | HiDEX                    | 1:17  |
| 2.        | 「スタートライン」                                       | ベリーグッドマン                    | ベリーグッドマン                    | HiDEX                    | 3:29  |
| 3.        | 「夢のまた夢」                                           | ベリーグッドマン                    | ベリーグッドマン                    | HiDEX                    | 3:57  |
| 4.        | 「My Line」                                              | ベリーグッドマン                    | ベリーグッドマン                    | HiDEX                    | 4:31  |
| 5.        | 「大丈夫」                                               | ベリーグッドマン                    | ベリーグッドマン                    | HiDEX                    | 2:25  |
| 6.        | 「Good Day」                                             | ベリーグッドマン                    | ベリーグッドマン                    | HiDEX                    | 3:36  |
| 7.        | 「Happy 7」                                              | ベリーグッドマン                    | ベリーグッドマン                    | Maria Segawa             | 4:44  |
| 8.        | 「とにかくこの瞬間だけはぐっすり眠るために爪弾きたくて」 |                                     | ベリーグッドマン                    | Rover                    | 2:59  |
| 9.        | 「線香花火」                                             | Micro（Def Tech）、ベリーグッドマン | Micro（Def Tech）、ベリーグッドマン | Micro（Def Tech）、HiDEX | 3:32  |
| 10.       | 「Secret Drive」                                         | ベリーグッドマン                    | ベリーグッドマン                    | HiDEX、MOCA              | 3:28  |
| 合計時間: | 合計時間:                                                | 合計時間:                           | 合計時間:                           | 合計時間:                | 33:58 |

限定版A
| DVD |                                                                                        |      |            |
| #   | タイトル                                                                               | 作詞 | 作曲・編曲 |
| 1.  | 「"もっと てっぺんとるぞ"宣言ツアー2019「 i AM the BEST 」バック・ステージ・フィルム」 |      |            |

限定版B
| 『 Remix Remix Remix 』 |                                        |      |            |
| #                       | タイトル                               | 作詞 | 作曲・編曲 |
| 1.                      | 「Supernova（KSUKE Remix）」           |      |            |
| 2.                      | 「Good Time（WHITE JAM Remix）」       |      |            |
| 3.                      | 「Brand New World（WHITE JAM Remix）」 |      |            |
| 4.                      | 「Mornin'（WHITE JAM Remix）」         |      |            |
| 5.                      | 「ウグイス（Remix）」                  |      |            |

## タイアップ
| スタートライン | TBS系 アニメサタデー630『新幹線変形ロボ シンカリオン THE ANIMATION』エンディングテーマ（第65話 - 第75話） |
| 夢のまた夢     | 「eBASEBALL プロリーグ」2019シーズン公式テーマソング                                                      |
| 夢のまた夢     | テレビ埼玉高校野球予選ダイジェスト番組のテーマソング                                                      |
| My Line        | “大阪から元気を創り続け、お客様にエールを送る”Osaka Metro『Osaka Metro YELL MUSIC』                       |
| 大丈夫         | NHK『みんなのうた』放送曲（2019年6月 - 7月）                                                              |
| 大丈夫         | NHK-FM『青春アドベンチャー』「ぱきゅん」エンディングテーマ（2019年12月）                                  |

## プロ野球選手登場曲一覧
- ウグイス（Remix）
  - 阪神タイガース - 岩田稔（2021年）